# Carlos Pedroso da Silveira
Carlos Pedroso da Silveira (São Paulo, 1644 — 17 de agosto de 1719), também conhecido como Carlos Pedroso, foi um bandeirante, militar e político brasileiro do século XVII, que teve papel importante no descobrimento do ouro em Minas Gerais.

## Biografia
Carlos Pedroso era filho de Gaspar Cardoso Guterres e de Gracia da Fonseca Rodovalho. Seu irmão Henrique foi mais tarde foi crismado com o nome José Cardoso Guterres, capitão de cavalos dos auxiliares de Taubaté, ali morto solteiro em 1723 deixando dois filhos bastardos, Ricardo e Maria. Eram netos de D. Simão de Toledo Piza, morto em São Paulo em 1668 e casado em São Paulo em 12 de fevereiro de 1640 com D. Maria Pedroso, filha de Sebastião Fernandes Correia, primeiro Provedor e contador da Fazenda Real em São Paulo, e de Ana Ribeiro, da família Freitas.
A mãe de Carlos Pedroso da Silveira era filha primogênita de Simão, D. Gracia da Fonseca Rodovalho, nascida em 1641, e casada com Gaspar Cardoso Gutierrez ou Guterres, vindo de Lisboa, irmão de Luis Nunes da Silveira, morador no Espírito Santo em 1705. Eram filhos de Luis Nunes Guterres, de Lisboa, e de Maria Miguel da Silveira, de Angra, na Ilha Terceira, de conhecida nobreza, tia do Dr. Jorge da Silveira que em 1694 foi vigário geral e provedor do Bispado do Rio.
Carlos Pedroso se casou na vila de São Vicente com Isabel de Sousa Ébanos Pereira, nascida no Rio de Janeiro, filha de Gibaldo Ebanos Pereira; este por sua vez era descendente do Capitão Heliodoro Ebanos que viera de Viana do Minho em 1568 com seu primo-irmão Estácio de Sá, e de Maria de Souza Brito, filha de João Pereira de Souza Botafogo, de Elvas, dono de sesmaria, perseguido em Portugal, casado com Maria da Luz Escorcia Drummond, de família da ilha da Madeira com ancestrais escoceses. Casou com D. Inês de Moura Lopes, de São Vicente, filha de Manoel Lopes de Moura de São Vicente e Maria Gonçalves.
Silva Leme descreve bem sua família no volume V página 507 da "Genealogia Paulistana". Foi a principal figura de todo o primeiro período do ciclo do ouro em Minas, companheiro do sertanista Bartolomeu Bueno de Siqueira desde 1683, financiando entradas e bandeiras em que João Lopes de Lima como cabo, Francisco Rodrigues, Antônio Vaz, Manuel Rodrigues de Arzão, Antônio Domingues Galera, Manuel Ferreira de Lemos e outros andavam em sondagens pelo sertão dos Cataguases. Tomou parte ativa e custeou a bandeira de 1694 na qual o Segundo Anhanguera achou ouro em Itaverava.

## Atividades
Foi o primeiro que se animou, à custa de sua própria fortuna e sem interesse de futuras mercês, como quis fazer acreditar, a fazer penetrar o sertão dos bárbaros índios cataguases, com o cabo de tropa Bartolomeu Bueno de Siqueira, sendo os primeiros a apresentar amostras de ouro ao Governador Antônio Paes de Sande, por volta de 1695. Não era propriamente um sertanista, mas foi sócio dos mais importantes, procurador dos bandeirantes para por eles figurar perante o governo.
Quando arrebentou uma enorme discórdia na Itaverava por causa da permuta de armas, entrando o primeiro ouro na transação, e Manuel Garcia o levando com o sócio para Taubaté, Carlos Pedroso interveio e acalmou as suscetibilidades, pois os compradores de ouro não se consideravam descobridores, a vantagem para todos seria o manifesto, feito por Pedroso, sócio de Bartolomeu Bueno da Silva e de Miguel Garcia.
Antes das minas, já teria ocupado o cargo de Ouvidor e de capitão-mor e mais tarde foi substituído pelo de mestre de campo dos Terços das tropas milicianas das vilas de Taubaté, Pindamonhangaba e Guaratinguetá.

## O manifesto em 1695
Com a prova do ouro, partiu em 1695 para o Rio de Janeiro para "manifestar" ao Governador da Capitania, Antônio Pais de Sande, que sofrera entretanto um derrame quando ali chegou Pedroso. O manifesto era obrigatório pelo artigo 3 da Carta Régia de 15 de agosto de 1603: "depois de o descobridor tirar metal da dita mina, será obrigado a aparecer com ele e o manifestar ao Provedor presente ou ao seu escrivão dentro de 30 dias por juramento que lhe será dado". Segundo as Ordenações do Reino, mais antigas, dizia-se: "achando uma pessoa uma veia, o fará saber ao Juiz do lugar, que irá ver com o Escrivão da Câmara para registro no livro competente, dando-se certidão."
Carlos Pedroso se apressara a manifestar as oitavas havidas de Manuel Garcia Velho, que as houvera de Salvador Fernandes Furtado. No Itaverava, de volta, Bartolomeu Bueno de Siqueira se encontrara com Salvador, Manuel e outros conquistadores do gentio. Ali cuidavam de ouro, em que empregavam os índios cativos dos sertões do Caeté e rio Doce. Uma exploração sem prática, com paus pontiagudos, fazendo apurações em pratos de pau e estanho das formações e cascalhos que extraiam. Teriam apurado apenas 12 oitavas de ouro que Manuel Garcia (capitão-mor da bandeira do coronel Salvador) teria trocado pela clavina famosa (ou uma espingarda e uma catana, segundo outro cronista). Armas eram caras e raras: ao morrer em 1725 o Coronel Salvador Fernandes Furtado, amante de boas armas e homem rico, à beira do sertão povoado de índios botocudos, deixaria apenas 14 espingardas entre boas e más…). Trocada a clavina com o companheiro de Bartolomeu Bueno, Miguel Garcia de Almeida e Cunha. Ao retornar Bartolomeu, ficou furioso, arguindo a Miguel Garcia de Almeida e Cunha que as bandeiras eram corpos coletivos, disciplinados, nem mesmo o chefe podendo extraviar o objeto a que se destinavam: tinham vindo buscar ouro e o ouro que aparecesse pertencia a todos em comum. O argumento de Miguel era que o compromisso com Carlos Pedroso dizia respeito ao ouro do Tripuí- um terceiro foi então levar o ouro a Pedroso: o capitão Manuel Garcia de Almeida e Cunha, ajudante do coronel e irmão de Miguel.
Cronistas do século XVIII tentaram denegrir Carlos Pedroso, atribuindo-lhe artifícios para conquistar postos e honras, mas Pedro Taques diz que "se se animou à custa de sua fazenda, sem o menor auxílio, nem interesse de futuras mercês, a fazer penetrar o vasto sertão dos bárbaros índios Cataguás, e teve a felicidade de ser o primeiro que com o cabo de tropa Bartolomeu Bueno de Siqueira conseguisse o descobrimento das minas de ouro". O manifesto de Miguel Garcia foi o primeiro dado na forma do Regulamento.
O rei muitas vezes escreveu a Carlos Pedroso da Silveira, pois os portugueses o consideravam bom súdito, e leal.

## Em 1699
Por patente dada no Rio de Janeiro em 23 de maio de 1699 o governador Artur de Sá e Menezes o elegeu capitão-mor regente da capitania de Itanhaém:
"Faço saber que havendo respeito a estar vago o posto de Capitão-Mor da capitania de Nossa Senhora da Conceição de Itanhaém de que é donatário o conde da Ilha do Príncipe e por convir ao serviço de Sua Majestade, a quem Deus guarde, que este se prova em pessoa capaz e de merecimento para o dito posto, e considerando o que por parte de Carlos Pedroso da Silveira se me representou ter servido a Sua Majestade, a quem Deus guarde, no cargo d Ouvidor da dita Capitania por tempo de seis anos e depois foi provido no posto de sargento-mor de ordenanças de Taubaté por provimento do capitão-mor Martim Garcia Lumbria, cargo que exerceu por dois anos com geral satisfação e procedimento, e de estar atualmente no cargo de Provedor da oficina real de Taubaté, cargo em que serve mais de três anos com notável zelo e trabalho, pondo-se várias vezes em perigo de sua vida para obrigar aqueles que não queriam verdadeiramente quintar o ouro que pertencia aos Reais quintos de Sua Majestade, a quem Deus guarde, vindo daquela vila a esta cidade três vezes, duas com amostras de ouro das novas minas dos cataguases e êste ano a conduzir três arrobas e 14 arráteis de ouro que pertencia a Sua Majestade", etc. Seria reconduzido ao posto por patente de Artur de Sá e Menezes de 19 de agosto de 1701 e por terceira vez por patente de D. Fernando Martins Mascarenhas dando-lhe posse em outubro de 1705.
Consta que no início de 1699 Carlos Pedroso partiu para o Rio, a entregar ao tesoureiro-mor da Fazenda Real, Luís Lopes Pegado, quantia de três arrobas e 14 arráteis de ouro proveniente dos quintos arrecadados em Taubaté e tal cobrança se fez com tal dificuldade que arriscou a vida em diligências, como se lê em sua patente. Por isso os ódios contra José de Camargo Pimentel: e se a quantidade foi essa, imagine-se a do ouro sonegado nos primeiros anos da descoberta!
Recebeu carta do Rei, escrita em 19 de outubro de 1699, como provedor da recém fundada Casa de Fundição de Ouro em Taubaté para a qual ia o ouro de Minas, já em abundância, para ali ser quintado. Agradece o Rei "não só o aumento dado à Coroa pelos quintos, mas o conduzi-los em pessoa ao Rio de Janeiro". De fato, aquela fundição em Taubaté logo no primeiro ano rendimento tal que o provedor, em pessoa e à sua custa, foi ao Rio de Janeiro levá-lo!

## Em 1713
Quando o governador D. Brás Baltazar da Silveira passou em 1713 por Taubaté, deu-lhe patente de mestre-de-campo, nomeado para corrigir os desregramentos da época capitão-mor e regente das três vilas de Taubaté, Guaratinguetá e Pindamonhangaba.
Não teria enriquecido no posto rendoso, como tantos outros, pois há no livro de notas do tabelião Pilos, na vila do do Carmo, escritura de compra que fez em 23 de agosto de 1715 ao capitão-mor Domingos de Araújo Lanhoso de dois sítios por 4.800 oitavas de ouro, inclusive "seis peças do gentio da Guiné", com cláusula de hipoteca até o final do pagamento. Um desses sítios é a Fazenda da Ressaca, entre São Caetano (onde morava então Carlos Pedroso da Silveira) e Lavras Velhas, em ambas as margens do Ribeirão do Carmo. Por sua morte trágica, o coronel Salvador Fernandes Furtado com comprou as propriedades, onde por sua vez, por ocasião de seu testamento, mandou se recolherem suas filhas Mariana Furtado, casada com João Pereira, e outras solteiras.

## Assassinato
Não se sabe ao certo quem foi ou quem foram os autores do assassinato de Pedroso. Era na época governador de São Paulo e Minas Dom Pedro Miguel de Almeida Portugal e Vasconcelos, conde de Assumar e futuro Marquês de Alorna, e Carvalho Franco afirma que esse, em carta a Bartolomeu de Sousa Mexia, datada de 9 de fevereiro de 1720, diz que foi um irmão de Domingos Rodrigues do Prado, famoso bandeirante de Taubaté, quem assassinou Pedroso. Em outra carta, redigida na Vila do Carmo (hoje Mariana) e datada de 20 de outubro de 1720, ele comunica à viúva D. Isabel:
| “ | "Minha senhora, sendo em Vossa Mercê as obrigações de sentir o desastrado sucesso do mestre-de-campo Carlos Pedroso, não foi menos em mim o sentimento quando me chegou esta notícia, porque considerava nele um bom vassalo, servidor de Sua Majestade, por cujo motivo ainda é mais a minha impaciência de não poder desembaraçar-me dos negócios deste governo para dar pronta satisfação, que neste caso se deve a Deus, a el-rei e ao mundo e a Vmce; mas do modo que posso remeti a Vmce as ordens inclusas para o juiz ordinário dessa comarca procurar tirar devassa, prender os delinquentes e castigá-los como merece a sua atrocidade; e Vmce pode usar de ambas, quando lhe pareça; e no mais deve Vmce conformar-se om as disposições do Altissimo, ainda que justa a sua magoa e a pena não podem voltar atrás este sucesso; e para tudo o que eu prestar me terá pronto." | ” |

Ao Ouvidor outra carta do mesmo governador diz que:
| “ | "Mui admirado me tem a notícia que me chega do assassinato do mestre-de-campo Carlos Pedroso da Silveira e que estando por juiz dessa vila, não procurasse tirar devassa e prender logo os delinquentes, remetendo-os para onde estivessem seguros; porque além de ser este um caso mui agravante da Justiça, e o morto uma pessoa principal, devendo-se por uma e outra causa dar satisfação a esta queixa, para que servisse de exemplo e não se continuassem esses distritos a ser o covil de todos os assassinos; Vmce tem passado este caso como se fosse uma leve culpa, temendo talvez mais a indignação dos homens que a de Deus; assim lhe ordeno que logo que receber esta, procure tirar devassa e prender os matadores, remetendo-os logo para São Paulo e quando nisto haja a menor dúvida, VMce há de responder dela e então procederei com vmce como melhor me parecer. Deus guarde etc. Vila do Carmo, D. Pedro d Almeida." | ” |

O governador esquecia a falta de força pública, naqueles tempos. A viúva D. Isabel, obrigada a se retirar de Taubaté, foi para suas terras do Rio Verde, a caminho das Minas, na paragem de Caxambu, concedidas em sesmaria a Carlos Pedroso da Silveira e a seu genro Francisco Alves Correia por provisão do governador D. Fernando Mascarenhas em 30 de setembro de 1706. Ali mantinham grandes plantações de mantimentos para os viajantes de Minas.
Carlos Pedroso da Silveira jaz na capela dos Terceiros de São Francisco em Taubaté. 

## Posteridade
Carlos Pedroso da Silveira deixou sete filhos com Isabel de Souza Ebanos, citados em seu testamento (Taubaté, 1719), bem como na "Genealogia Paulistana", de Luiz Gonzaga da Silva Leme. Eram eles:
- 1 - o padre Leonel Pedroso da Silveira, clérigo de São Pedro;
- 2 - Maria Pedroso da Silveira, casada com o capitão Francisco Alvares de Castilho (filho de Francisco Alves Correia e de Maria Bicudo), natural da Ilha Grande e morador de Taubaté ao casar.

- 3 - Gaspar Guterres da Silveira, casado com Feliciana dos Santos;
- 4 - Leopoldo da Silveira e Sousa, casado em Guaratinguetá com Helena da Silva Rosa;
- 5 - Bernarda Pedroso da Silveira, casada com João Pedroso de Alvarenga;
- 6 - Tomásia Pedroso da Silveira, casada em Taubaté com Domingos Alves Ferreira, filho de Domingos Alves Ferreira (da Ilha Grande) e Andreza de Castilho; e
- 7 - Ana Pedroso da Silveira, casada com Manuel da Costa Guimarães.

Alguns deles viviam em São Caetano do Ribeirão desde os primeiros tempos do povoamento de Minas. 